# Abudefduf sparoides
Abudefduf sparoides és una espècie de peix de la família dels pomacèntrids i de l'ordre dels perciformes.

## Morfologia
Els mascles poden assolir els 16 cm de longitud total.

## Distribució geogràfica
Es troba des de Kenya fins a KwaZulu-Natal (Sud-àfrica), Madagascar, Reunió i Maurici.